# (31595) Noahpritt
1999 FS45 (asteroide 31595) é um asteroide da cintura principal. Possui uma excentricidade de 0.10388120 e uma inclinação de 2.77077º.
Este asteroide foi descoberto no dia 20 de março de 1999 por LINEAR em Socorro.